# Гандхарская культура
Гандхарская культура, или Культура гандхарских захоронений, или Культура долины Сват, или Сватская культура существовала в период 1600—500 гг. до н. э. на территории округа Гандхара в Пакистане.
Находки, связанные с данной культурой, обнаружены в основном в захоронениях, распространённых вдоль берегов рек Сват и Дир на севере, Таксила на юго-востоке и Гомал на юге. Найденная керамика обнаруживает явное сходство с находками того же периода из Центральной Азии (Маргианская цивилизация) и Иранского плато.
Простые терракотовые статуэтки погребались вместе с керамикой и другими предметами; на керамических изделиях — простые точечные украшения. В одной из гробниц обнаружены кости лошади.
Представителей гандхарской культуры большинство учёных связывает с носителями индоарийских языков, которые, мигрировав на территорию Индии (см. Индоарийские миграции), смешались с остатками хараппской цивилизации (культура охряной расписной керамики, культура кладбища H) и образовали ведийскую цивилизацию. В захоронениях сватской культуры впервые появляется степной генетический компонент, связанный с распространением индоевропейских языков.
С антропологической точки зрения люди из гандхарских захоронений обнаруживают сходство с людьми неолитической культуры Мехргарх, что К. Кеннеди обозначает как «биологическую непрерывность». Эту точку зрения оспаривает Елена Кузьмина, которая отмечает сходство сватских черепов с некоторыми популяциями бронзового века Средней Азии.
Степень преемственности материальной культуры долины Сват со среднеазиатскими культурами (БМАК, Бишкент) остаётся дискуссионной.